# آدم ميتشل (دكتور هو)
آدم ميتشل هو شخصية خيالية في مسلسل الخيال العلمي البريطاني دكتور هو، الذي لعبه برونو لانغلي. قدمت الشخصية في الموسم الأول لعرض البرنامج وكانت المرافق التاسع لدكتور في البرنامج وكانت عكس المرافق الأول روز تايلر التي كانت تساعد في عمل الدكتور المباشر كان لدى أدم ملكه السفر عبر الزمن. الشخصية المثيرة للأهتمام قدمت للجمهور في صيف العام 2012 التي حظيت باهتمام المساعدة الأولى لدكتور في الحبكة وذلك بعد أن قدم أدم نفسه لدكتور والمرافقة في مكان تواجدهم بالعمل وعلى الرغم من قبول المرافقة بأن أدم لديه ملكة.